# Salvatore Giuliano (ópera)
Salvatore Giuliano es una ópera en un acto con música de Lorenzo Ferrero y libreto en italiano de Giuseppe Di Leva, que fue concebida para ser interpretada junto con la Cavalleria rusticana de Pietro Mascagni. La obra fue encargada por el Teatro de la Ópera de Roma y estrenada allí el 25 de enero de 1986.
Ambientada en Sicilia, la historia se basa en la vida de la legendaria figura histórica Salvatore Giuliano (1922-1950), un campesino siciliano que luchó contra las autoridades italianas en nombre de un movimiento separatista.

## Historia
La producción original dirigida por Luciano Damiani y realizado por Gustav Kuhn se convirtió tema para una monografía titulada Nascita di un'opera: Salvatore Giuliano, la cual fue publicada en 1987 por el fotógrafo Lorenzo Capellini. La ópera tuvo dos nuevas producciones posteriores en Alemania, una dirigida por Frank Cramer e interpretada en Mainfranken Theater Würzburg el 13 de mayo de 1987, y otra segunda dirigida por Johannes Wedekind en el Staatstheater de Kassel, el 8 de junio de 1996.

## Personajes
| Personaje | Tesitura       | Elenco del estreno, 25 de enero de 1986 (Director: Gustav Kuhn) |
| --- | -------------- | --------------------------------------------------------------- |
| Salvatore Giuliano | tenor          | Nicola Martinucci                                               |
| Gaspare Pisciotta, su lugarteniente                                                                                        | barítono       | Franco Giovine                                                  |
| La madre de Giuliano | mezzosoprano   | Giovanna Casolla                                                |
| Maria, una periodista | soprano lírica | Zorayda Salazar                                                 |
| Coronel Luca | bajo           | Roberto Scandiuzzi                                              |
| Un mafioso | bajo-barítono  | Giovanni De Angelis                                             |
| Un representante de ELVIS                                                                                                  | bajo           | Vito Maria Brunetti                                             |
| Pasquale Sciortino, cuñado de Giuliano                                                                                     | tenor          | Mario Ferrara                                                   |
| Habitantes de Montelepre, miembros de la banda de Giuliano, Carabineros, soldados, coro y voz de soprano entre bastidores. |                |                                                                 |

## Argumento
Lugar: Oeste de Sicilia, Montelepre y las montañas circundantes
Época: La segunda mitad de la década de 1940
En un pueblo vacío de madrugada se escucha un disparo y se ve un hombre corriendo. Cuando el pueblo despierta, un representante del EVIS (el Ejército de Voluntarios para la Independencia de Sicilia) llega para  dirigirse a los habitantes y presentarles a Salvatore Giuliano. En su discurso, el hombre incita a los aldeanos a apoyar la lucha del EVIS por la independencia. Después de prometer su apoyo a la causa, Giuliano queda solo con su lugarteniente, Gaspare Pisciotta. Discuten cómo liberar a la madre de Giuliano de la prisión cuando, inesperadamente, ella regresa acompañada por un mafioso. Giuliano se da cuenta de que ha contraído una deuda con la mafia.
En su fortaleza en las montañas, Giuliano relata la historia de su vida de María, un periodista sueco que vino a hacerle una entrevista. Recuerda que se convirtió en bandido por casualidad, debido a la pobreza y la injusticia del estado italiano. Confiesa que espera un perdón y emigrar a América. La entrevista es interrumpida por el mafioso que volvió a reclamar su deuda. Le pide a Giuliano que ataque el desfile del Día del Trabajo en Portella della Ginestra, a cambio la mafia le proporcionaría protección y ayuda con su solicitud de amnistía. Giuliano accede.
Después de la matanza, el Coronel Ugo Luca, el jefe de la nueva fuerza especial de la policía para la supresión del bandolerismo, reflexiona sobre la orden del Ministro del Interior de liquidar a Giuliano porque ya sabe demasiado. Mientras tanto, en la boda de su hermana, Giuliano realiza un acto irreparable y ejecuta a cinco mafiosos que vinieron a informarle de que las autoridades en Roma habían fijado una recompensa por su captura. Horrorizado por este crimen, el mafioso se encuentra con el Coronel Luca y, mientras la policía se lleva los cadáveres, se comprometen a unir sus fuerzas contra Giuliano. Pisciotta es convocado por el Coronel, quien lo convence para que traicione a Giuliano a cambio de su propia vida. En un último intento desesperado, Pisciotta trata de persuadir a Giuliano para que escape pero él se niega a irse. En el pueblo vacío, como al comienzo, las sombras de dos hombres aparecen en el fondo: uno dispara y el otro cae. Las luces del pueblo se apagan y se oye la voz de una mujer gritando: "¡Giuliano!"

## Arias notables y extractos
El Intermezzo orquestal que representa la masacre de Portella della Ginestra y el aria de Giuliano Poi andrò in América fueron dispuestos como extractos de concierto. El aria se realizó por primera vez en la Palm Beach Opera en febrero de 1992.